# Tram van Lund
De tram van Lund is een normaalsporige tramlijn in de Zweedse stad Lund met een lengte van 5,5 kilometer. De officiële opening vond plaats op 12 december 2020. De lijn wordt onder verantwoordelijkheid van de lokale vervoersautoriteit Skånetrafiken gereden met zeven lagevloertrams door de Zweedse tak van het Franse vervoerbedrijf Keolis, die de exploitatie op 20 augustus 2023 overnam van het Noorse Vy Buss. Het contract loopt tot 31 december 2035.
Lunds enige tramlijn heeft negen halten. De lijn verbindt Lund C met het Science Village (onderzoekscentrum ESS) en bedient halten bij het universiteitsziekenhuis, diverse gebouwen van de Universiteit van Lund, de Technische Hogeschool LTH en de wolkenkrabber Ideon Gateway.
In 2020 werden door CAF in Zaragoza zeven vijfdelige lagevloertrams van het type Urbos 100 aan de tram van Lund geleverd. Zij dragen de namen Åsa-Hanna, Sfinxen, Lindeman, Blåtand, Brandklipparen, Inferno en Saxo Grammaticus. Aan Gårdstångabacken naast het ESS-terrein, een halve kilometer voorbij het eindpunt, bevindt zich de remise met drie sporen.
De komst van de tramlijn verliep niet probleemloos. De lokale politiek had moeite met kostenoverschrijdingen tijdens de bouw. In de eerste maanden van exploitatie waren er problemen met de wielflenzen, waardoor tijdelijk met bussen moest worden gereden. De wielen werden bij de tram van Oslo afgedraaid. Ook de coronapandemie leverde in de eerste periode problemen op. Daarna ontwikkelde de tramlijn zich tot de ruggengraat van het openbaar vervoer in Lund.

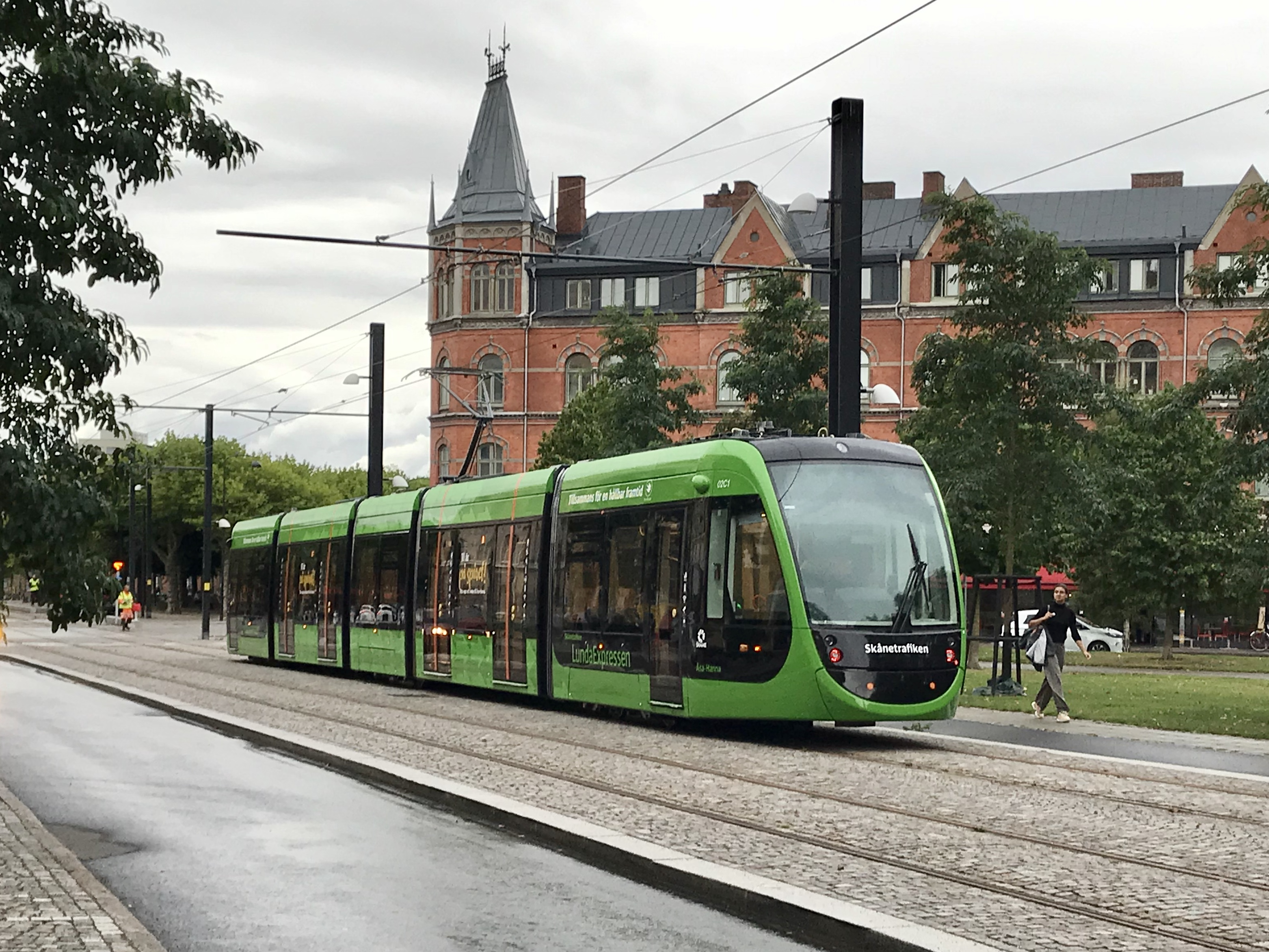
Urbos 100 Åsa-Hanna
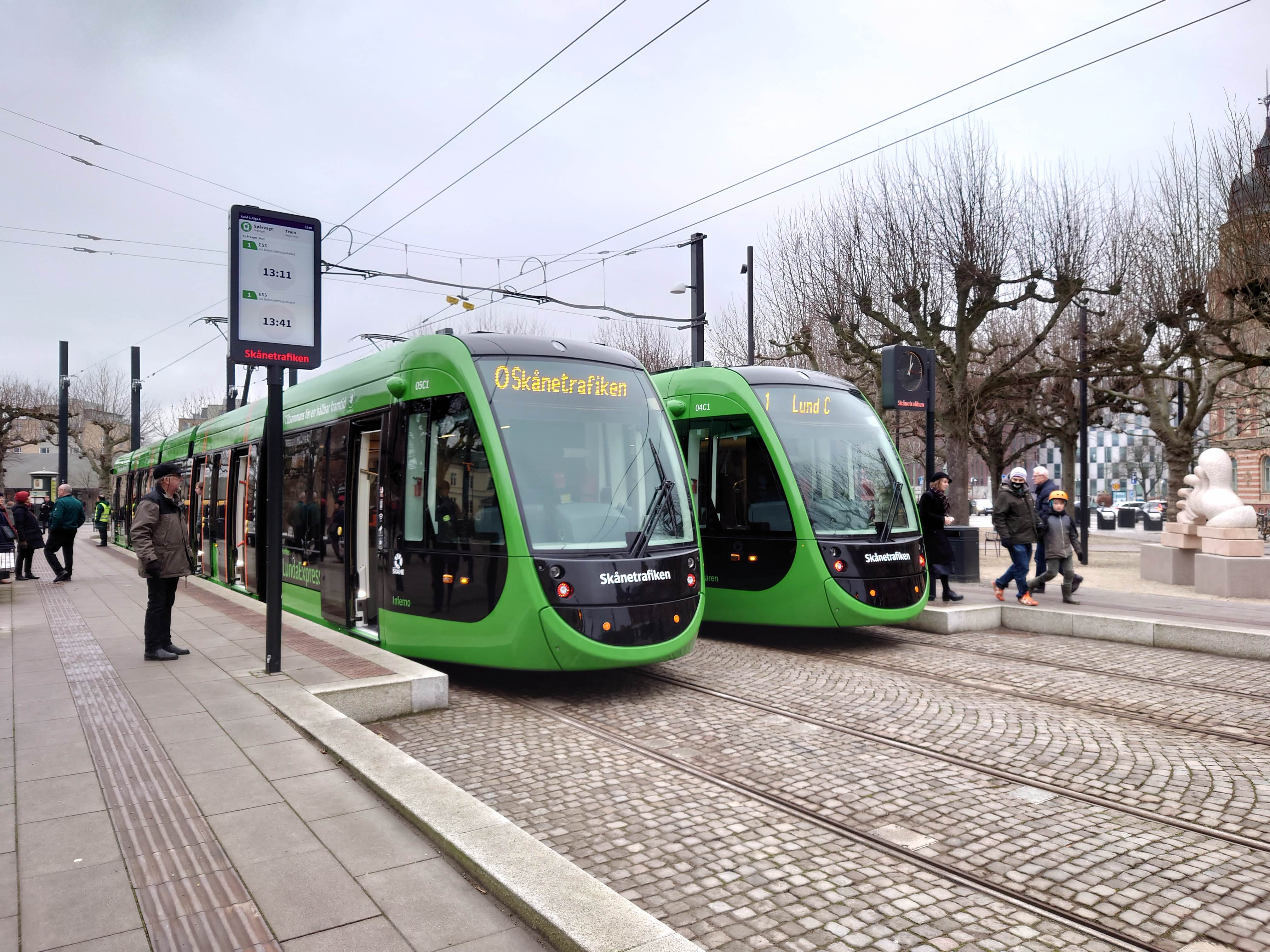
Clemenstorget tegenover Lunds centralstation
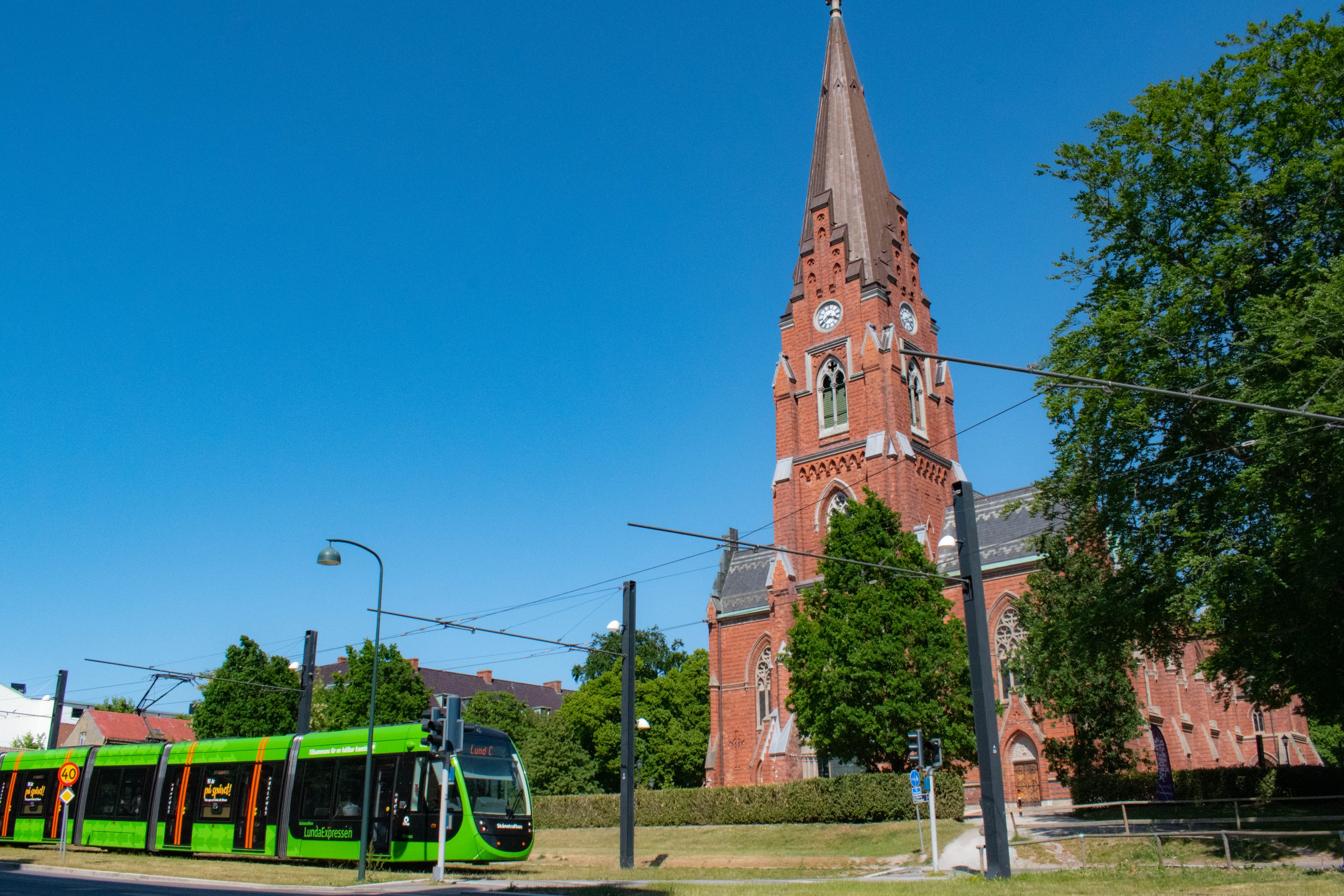
Allhelgonakyrkan
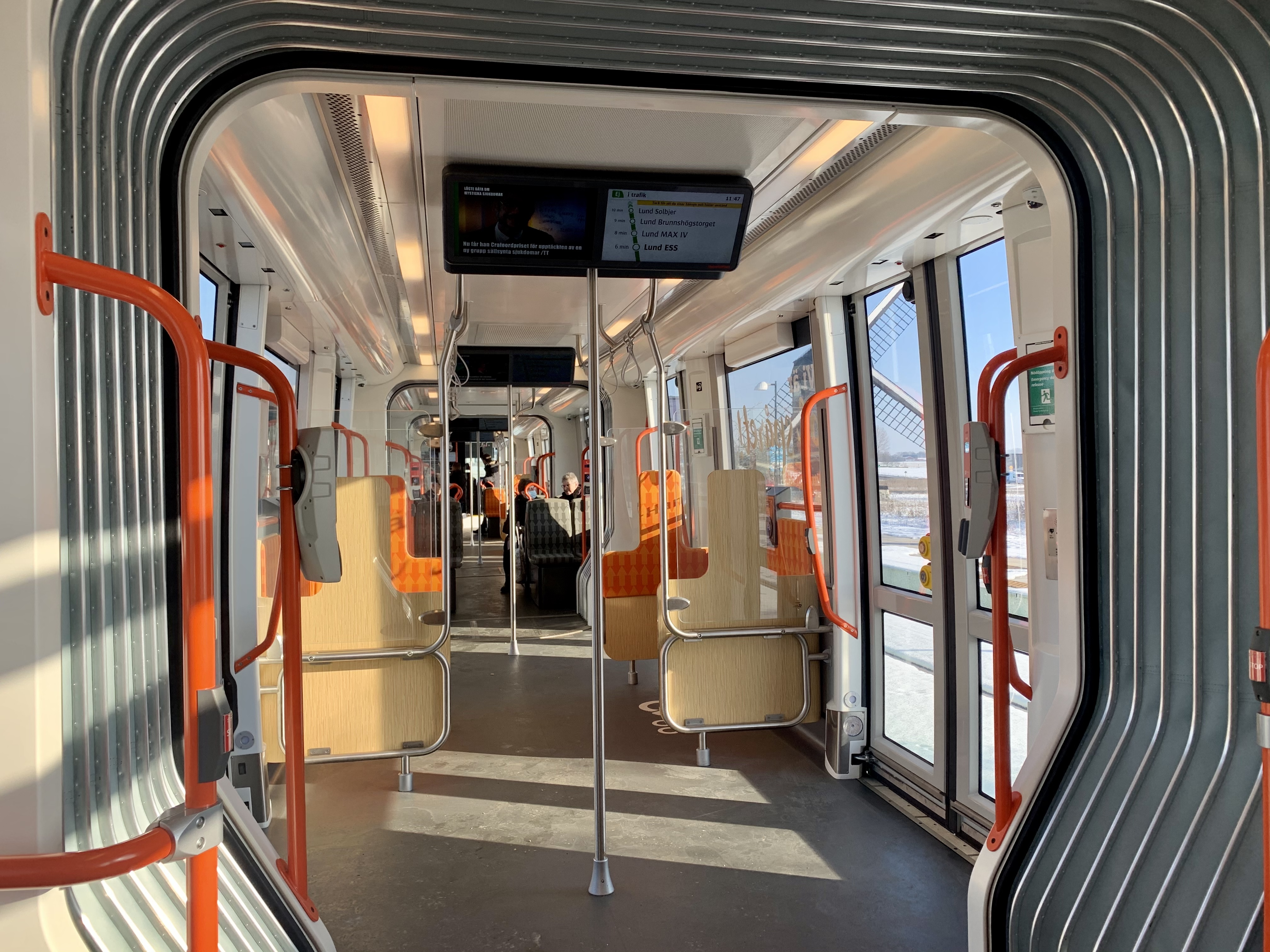
Traminterieur